# SN 386
SN 386 foi uma supernova tipo II que explodiu no ano 369. Foi observada na constelação de Sagittarius. A distância estimada é de 16000 anos-luz em relação a Terra.